# اندیس مرمریت آغجیوان بوکان
مرمریت آغجیوان بوکان یک اندیس مصالح ساختمانی است که در حوالی شهر میاندواب استان آذربایجان غربی قرار دارد و مادهٔ معدنی موجود در آن، مرمریت است.سنگ میزبان این اندیس سنگ آهک است  